# DZ'OB
DZ'OB — український крос-жанровий акустично-електронний колектив, створений у 2014 році. Колектив поєднує в своїй творчості традиції академічної музики з новаторством її танцювальних напрямків. Кожен виступ гурту — це музичний перформанс, в основу якого покладено музичний авангардизм, де експресивне звучання традиційних інструментів переплітається з сучасною електронікою. Розпочав гурт з переосмислення треків Aphex Twin, Squarepusher і прелюдій Шостаковича та в 2016 випустив однойменний альбом «DZ’OB». Наступний реліз «Basement Suite» був визнаний кращим міні-альбомом України за версією відразу трьох авторитетних видань – KarabasLive, LiRoom, Muzmapa та отримав велику кількість схвальних відгуків від критиків. В кінці 2018-го гурт випустив третій альбом «Beings for Throbbing», який увійшов до тридцятки найкращих українських альбомів часів незалежності за версією Еспресо TV. На початку серпня 2020 гурт запустив музичний проєкт «Деконструкція», метою якого є створити авторські твори музикантами різних жанрів на основі композицій гурту. Усі треки у результаті мають скласти збірку, яку буде видано на вінілі. У квітні 2025 DZ’OB випустили альбом «The Playground». Як пояснили автори, „назва відсилає до понад двох мільйонів українських дітей, які змушені дорослішати без батьків через російську агресію, втрачаючи дитинство, засоби для існування, а часто і домівку та рідних“. У 2025 році альбом «The Playground» потрапив до лонг-листа Премії німецьких музичних критиків «Preis der deutschen Schallplattenkritik» у номінації «Electronic and Experimental» .

## Склад гурту
- Олексій Бадін — віолончель;
- Василь Старшинов — гобой;
- Максим Андрух — електроніка;
- Катерина Коляда — скрипка;
- Ірина Лі — альт;
- Олексій Старшинов — фагот;
- Сергій Білокінь — кларнет.

## Дискографія
- DZ'OB (2016)
- Basement Suite (2017)
- Beings for Throbbing (2018)
- Deconstruction (2021)
- The Playground (2025)